# Carl Freiherr von Langen
|  | Hästsportsportalen |

Carl Friedrich von Langen-Parow, född 25 juli 1887 i Klein Belitz, död 2 augusti 1934 i Potsdam, var en tysk ryttare.
Langen blev olympisk mästare i dressyr vid sommarspelen 1928 i Amsterdam.